# Johann Gerdes (Politiker)
Johann Wilhelm Gerdes, auch Johannes Gerdes, (* 16. April 1896 in Groß Bornhorst; † 5. März 1933 in Oldenburg) war ein deutscher Politiker der Kommunistischen Partei Deutschlands (KPD). Er war 1932/33 Abgeordneter des Oldenburgischen Landtags. Nach der Machtübernahme der Nationalsozialisten wurde er 1933 das erste Opfer nationalsozialistischen Terrors in Oldenburg.

## Leben
Gerdes war Sohn eines Arbeiters. Zunächst war er Telegraphenarbeiter bei der Post. Er kämpfte als Soldat im Ersten Weltkrieg. Nach Kriegsende schloss er sich 1918 der Unabhängigen Sozialdemokratischen Partei Deutschlands (USPD) an. Nach der Spaltung der USPD trat er als Teil deren linken Flügels 1920 zur KPD über. 1923 wanderte er nach Brasilien aus. Nachdem seine Frau an Malaria erkrankt war, kehrte er 1927 zurück und erwarb in Ofenerdiek, Gemeinde Ohmstede, eine Kleinsiedlerstelle.
1930 wurde Gerdes Gemeinderatsmitglied in Ohmstede. Er wurde als Redner eingesetzt und gab die Gemeindezeitung Der rote Sender von Ohmstede mit heraus. 1931 zog er nach Etzhorn.
Als Nachrücker zog er am 10. Dezember 1932 in den Oldenburgischen Landtag ein, wo er einen Sitz im Petitionsausschuss einnahm. Er befasste sich vorrangig mit Landwirtschaftspolitik.
Anfang 1933 übernahm er eine führende Funktion bei dem Notstandsarbeiterstreik in Ohmstede.
In der Nacht vom 2. auf den 3. März 1933 wurde Gerdes von einem Trupp der nationalsozialistischen Sturmabteilung (SA) aus seinem Haus gelockt und zusammengeschlagen. Anschließend schoss der SA-Führer Ludwig Thielebeule auf Gerdes. Zwei Tage später erlag Gerdes im Oldenburger Pius-Hospital seinen schweren Verletzungen an Lunge, Leber, Magen und Milz.
Die Täter aus den Reihen der SA wurden zunächst festgenommen, nach einigen Tagen aufgrund einer Amnestie aber freigelassen. Der Trauerzug zur Beisetzung auf dem Ohmsteder Friedhof am 10. März 1933 wurde zur letzten großen Demonstration gegen den Nationalsozialismus in Oldenburg.
Gegen den Mörder Ludwig Thielebeule wurde erst nach der Zeit des Nationalsozialismus ein Strafprozess geführt. Er wurde 1947 zu 15 Jahren Gefängnis verurteilt.

## Ehrungen
- In Oldenburg-Bürgerfelde/Ofenerdiek wurde 1998 die „Johann-Gerdes-Straße“ nach ihm benannt.
- Am 22. Februar 2017 wurde vor Gerdes’ ehemaligen Wohnhaus im Neusüdenderweg 50 ein Stolperstein für ihn verlegt.[3]